# Coupe du monde de football juniors 1979
Navigation
Tunisie 1977 Australie 1981
La Coupe du monde de football des moins de 20 ans 1979 est la 2e édition de la Coupe du monde de football des moins de 20 ans. Elle est organisée par le Japon du 26 août au 7 septembre 1979.
Seize équipes des différentes confédérations prennent part à la compétition, qualifiées par le biais des championnats organisés au niveau continental. Seuls les joueurs nés après le 1er janvier 1959 peuvent prendre part à la compétition.
L'Argentine remporte le trophée en battant en finale le tenant du titre, l'Union soviétique. Parmi les Argentins, Diego Maradona est élu Ballon d'Or de la compétition. L'autre Argentin distingué est Ramón Díaz, sacré soulier d'Or grâce à ses 8 buts marqués. Une autre équipe sud-américaine termine à la troisième place, il s'agit de l'Uruguay.

## Pays qualifiés
| Confédération              | Tournoi qualificatif                                                                     | Qualifié(s)                                                   |
| -------------------------- | ---------------------------------------------------------------------------------------- | ------------------------------------------------------------- |
| AFC (Asie)                 | Coupe d'Asie des nations de football des moins de 19 ans 1979                            | Indonésie Corée du Sud                                        |
| CAF (Afrique)              | Coupe d'Afrique des nations junior 1979                                                  | Algérie Guinée                                                |
| CONCACAF                   | Championnat d'Amérique du Nord, centrale et Caraïbe de football des moins de 20 ans 1978 | Mexique Canada                                                |
| CONMEBOL (Amérique du Sud) | Championnat des moins de 20 ans de la CONMEBOL 1979                                      | Argentine Paraguay Uruguay                                    |
| UEFA (Europe)              | Championnat d'Europe de football des moins de 19 ans 1978                                | Espagne Hongrie Pologne Portugal Union soviétique Yougoslavie |
| AFC                        | Qualifié d'office en tant que pays hôte                                                  | Japon                                                         |

## Villes et stades
| Ville    | Stade      | Capacité |
| -------- | ---------- | -------- |
| Tokyo    | Olympique  | 60 000   |
| Omiya    | Parc Omiya | 12 500   |
| Kōbe     | Wing       | 34 000   |
| Yokohama | Yokohama   | 30 000   |

## Premier tour

### Groupe A
| Classement final : |         |     |   |   |   |   |    |    |      |
|                    | Équipe  | Pts | J | G | N | P | BP | BC | Diff |
| 1                  | Espagne | 4   | 3 | 2 | 0 | 1 | 3  | 2  | +1   |
| 2                  | Algérie | 4   | 3 | 1 | 2 | 0 | 2  | 1  | +1   |
| 3                  | Mexique | 2   | 3 | 0 | 2 | 1 | 3  | 4  | -1   |
| 4                  | Japon   | 2   | 3 | 0 | 2 | 1 | 1  | 2  | -1   |

| 25 août | Algérie | 1 | 1 | Mexique |
|         | Espagne | 1 | 0 | Japon   |
| 27 août | Espagne | 2 | 1 | Mexique |
|         | Algérie | 0 | 0 | Japon   |
| 29 août | Espagne | 0 | 1 | Algérie |
|         | Mexique | 1 | 1 | Japon   |

1re journée
| 25 août 1979 | Algérie   | 1 - 1 | Mexique       | Stade olympique, Tokyo                             |                                                    |
| 16:20        | Yahi 67e  |       | Hernández 24e | Spectateurs : 30 000 Arbitrage : Anatoly Milchenko | Spectateurs : 30 000 Arbitrage : Anatoly Milchenko |
| 16:20        | (Rapport) |       |               | Spectateurs : 30 000 Arbitrage : Anatoly Milchenko | Spectateurs : 30 000 Arbitrage : Anatoly Milchenko |

| 25 août 1979 | Espagne    | 1 - 0 | Japon | Stade olympique, Tokyo                        |                                               |
| 19:00        | Zúñiga 51e |       |       | Spectateurs : 30 000 Arbitrage : Marijan Raus | Spectateurs : 30 000 Arbitrage : Marijan Raus |
| 19:00        | (Rapport)  |       |       | Spectateurs : 30 000 Arbitrage : Marijan Raus | Spectateurs : 30 000 Arbitrage : Marijan Raus |

2e journée
| 27 août 1979 | Espagne                        | 2 - 1 | Mexique  | Stade olympique, Tokyo                               |                                                      |
| 16:20        | Paichardo 8e · Gail Martin 74e |       | Diaz 56e | Spectateurs : 28 000 Arbitrage : José Roberto Wright | Spectateurs : 28 000 Arbitrage : José Roberto Wright |
| 16:20        | (Rapport)                      |       |          | Spectateurs : 28 000 Arbitrage : José Roberto Wright | Spectateurs : 28 000 Arbitrage : José Roberto Wright |

| 27 août 1979 | Algérie   | 0 - 0 | Japon | Stade olympique, Tokyo                                |                                                       |
| 19:05        |           |       |       | Spectateurs : 32 000 Arbitrage : Héctor Ortíz Ramírez | Spectateurs : 32 000 Arbitrage : Héctor Ortíz Ramírez |
| 19:05        | (Rapport) |       |       | Spectateurs : 32 000 Arbitrage : Héctor Ortíz Ramírez | Spectateurs : 32 000 Arbitrage : Héctor Ortíz Ramírez |

3e journée
| 29 août 1979 | Espagne   | 0 - 1 | Algérie          | Stade olympique, Tokyo                                |                                                       |
| 16:20        |           |       | Bendjaballah 15e | Spectateurs : 20 000 Arbitrage : Kosasih Kartadiredia | Spectateurs : 20 000 Arbitrage : Kosasih Kartadiredia |
| 16:20        | (Rapport) |       |                  | Spectateurs : 20 000 Arbitrage : Kosasih Kartadiredia | Spectateurs : 20 000 Arbitrage : Kosasih Kartadiredia |

| 29 août 1979 | Mexique    | 1 - 1 | Japon        | Stade olympique, Tokyo                        |                                               |
| 19:00        | Romero 69e |       | Mizunuma 58e | Spectateurs : 38 000 Arbitrage : Laszlo Padar | Spectateurs : 38 000 Arbitrage : Laszlo Padar |
| 19:00        | (Rapport)  |       |              | Spectateurs : 38 000 Arbitrage : Laszlo Padar | Spectateurs : 38 000 Arbitrage : Laszlo Padar |

### Groupe B
| Classement final : |             |     |   |   |   |   |    |    |      |
|                    | Équipe      | Pts | J | G | N | P | BP | BC | Diff |
| 1                  | Argentine   | 6   | 3 | 3 | 0 | 0 | 10 | 1  | +9   |
| 2                  | Pologne     | 4   | 3 | 2 | 0 | 1 | 9  | 4  | +5   |
| 3                  | Yougoslavie | 2   | 3 | 1 | 0 | 2 | 5  | 3  | +2   |
| 4                  | Indonésie   | 0   | 3 | 0 | 0 | 3 | 0  | 16 | -16  |

| 26 août | Pologne     | 2 | 0 | Yougoslavie |
|         | Argentine   | 5 | 0 | Indonésie   |
| 28 août | Argentine   | 1 | 0 | Yougoslavie |
|         | Pologne     | 6 | 0 | Indonésie   |
| 30 août | Argentine   | 4 | 1 | Pologne     |
|         | Yougoslavie | 5 | 0 | Indonésie   |

1re journée
| 26 août 1979 | Pologne                     | 2 - 0 | Yougoslavie | Parc Omiya, Omiya                                      |                                                        |
| 16:20        | Palasz 49e · Frankowski 76e |       |             | Spectateurs : 14 000 Arbitrage : Augusto Lamo Castillo | Spectateurs : 14 000 Arbitrage : Augusto Lamo Castillo |
| 16:20        | (Rapport)                   |       |             | Spectateurs : 14 000 Arbitrage : Augusto Lamo Castillo | Spectateurs : 14 000 Arbitrage : Augusto Lamo Castillo |

| 26 août 1979 | Argentine                           | 5 - 0 | Indonésie | Parc Omiya, Omiya                              |                                                |
| 19:00        | Díaz 10e 23e 25e · Maradona 19e 39e |       |           | Spectateurs : 15 500 Arbitrage : Rolando Fusco | Spectateurs : 15 500 Arbitrage : Rolando Fusco |
| 19:00        | (Rapport)                           |       |           | Spectateurs : 15 500 Arbitrage : Rolando Fusco | Spectateurs : 15 500 Arbitrage : Rolando Fusco |

2e journée
| 28 août 1979 | Argentine    | 1 - 0 | Yougoslavie | Parc Omiya, Omiya                           |                                             |
| 16:20        | Escudero 55e |       |             | Spectateurs : 9 500 Arbitrage : André Daina | Spectateurs : 9 500 Arbitrage : André Daina |
| 16:20        | (Rapport)    |       |             | Spectateurs : 9 500 Arbitrage : André Daina | Spectateurs : 9 500 Arbitrage : André Daina |

| 28 août 1979 | Pologne                                            | 6 - 0 | Indonésie | Parc Omiya, Omiya                            |                                              |
| 19:00        | Palasz 11e 37e · Janiec 12e · Baran 31e · Buda 73e |       |           | Spectateurs : 9 000 Arbitrage : Kazuo Yasudo | Spectateurs : 9 000 Arbitrage : Kazuo Yasudo |
| 19:00        | (Rapport)                                          |       |           | Spectateurs : 9 000 Arbitrage : Kazuo Yasudo | Spectateurs : 9 000 Arbitrage : Kazuo Yasudo |

3e journée
| 30 août 1979 | Argentine                                  | 4 - 1 | Pologne    | Parc Omiya, Omiya                                      |                                                        |
| 16:20        | Maradona 7e · Calderón 23e 70e · Simón 35e |       | Palasz 27e | Spectateurs : 12 500 Arbitrage : Marcel van Langenhove | Spectateurs : 12 500 Arbitrage : Marcel van Langenhove |
| 16:20        | (Rapport)                                  |       |            | Spectateurs : 12 500 Arbitrage : Marcel van Langenhove | Spectateurs : 12 500 Arbitrage : Marcel van Langenhove |

| 30 août 1979 | Yougoslavie                                          | 5 - 0 | Indonésie | Parc Omiya, Omiya                            |                                              |
| 19:00        | Smajic 5e 77e · Milosavljevic 19e 63e · Mlinaric 73e |       |           | Spectateurs : 7 500 Arbitrage : Toshio Asami | Spectateurs : 7 500 Arbitrage : Toshio Asami |
| 19:00        | (Rapport)                                            |       |           | Spectateurs : 7 500 Arbitrage : Toshio Asami | Spectateurs : 7 500 Arbitrage : Toshio Asami |

### Groupe C
| Classement final : |              |     |   |   |   |   |    |    |      |
|                    | Équipe       | Pts | J | G | N | P | BP | BC | Diff |
| 1                  | Paraguay     | 4   | 3 | 2 | 0 | 1 | 6  | 1  | +5   |
| 2                  | Portugal     | 3   | 3 | 1 | 1 | 1 | 2  | 3  | -1   |
| 3                  | Corée du Sud | 3   | 3 | 1 | 1 | 1 | 1  | 3  | -2   |
| 4                  | Canada       | 2   | 3 | 1 | 0 | 2 | 3  | 5  | -2   |

| 25 août | Portugal     | 1 | 3 | Canada       |
|         | Paraguay     | 3 | 0 | Corée du Sud |
| 27 août | Paraguay     | 0 | 1 | Portugal     |
|         | Corée du Sud | 1 | 0 | Canada       |
| 29 août | Paraguay     | 3 | 0 | Canada       |
|         | Portugal     | 0 | 0 | Corée du Sud |

1re journée
| 25 août 1979 | Portugal  | 1 - 3 | Canada                   | Wing Stadium, Kōbe                                      |                                                         |
| 16:20        | Grilo 46e |       | Segota 7e 66e · Nagy 79e | Spectateurs : 10 000 Arbitrage : Juan Daniel Cardellino | Spectateurs : 10 000 Arbitrage : Juan Daniel Cardellino |
| 16:20        | (Rapport) |       |                          | Spectateurs : 10 000 Arbitrage : Juan Daniel Cardellino | Spectateurs : 10 000 Arbitrage : Juan Daniel Cardellino |

| 25 août 1979 | Paraguay                    | 3 - 0 | Corée du Sud | Wing Stadium, Kōbe                              |                                                 |
| 19:00        | Romero 5e · Cabañas 70e 74e |       |              | Spectateurs : 13 000 Arbitrage : Mohamed Hansal | Spectateurs : 13 000 Arbitrage : Mohamed Hansal |
| 19:00        | (Rapport)                   |       |              | Spectateurs : 13 000 Arbitrage : Mohamed Hansal | Spectateurs : 13 000 Arbitrage : Mohamed Hansal |

2e journée
| 27 août 1979 | Paraguay  | 0 - 1 | Portugal     | Wing Stadium, Kōbe                            |                                               |
| 16:20        |           |       | Ferreira 23e | Spectateurs : 5 000 Arbitrage : Alojzy Jarguz | Spectateurs : 5 000 Arbitrage : Alojzy Jarguz |
| 16:20        | (Rapport) |       |              | Spectateurs : 5 000 Arbitrage : Alojzy Jarguz | Spectateurs : 5 000 Arbitrage : Alojzy Jarguz |

| 27 août 1979 | Corée du Sud   | 1 - 0 | Canada | Wing Stadium, Kōbe                            |                                               |
| 19:00        | Lee Tae-Ho 63e |       |        | Spectateurs : 5 000 Arbitrage : George Joseph | Spectateurs : 5 000 Arbitrage : George Joseph |
| 19:00        | (Rapport)      |       |        | Spectateurs : 5 000 Arbitrage : George Joseph | Spectateurs : 5 000 Arbitrage : George Joseph |

3e journée
| 29 août 1979 | Paraguay                   | 3 - 0 | Canada | Wing Stadium, Kōbe                                   |                                                      |
| 16:20        | Romero 37e 58e · Isasi 40e |       |        | Spectateurs : 7 500 Arbitrage : Morisaburo Kuramochi | Spectateurs : 7 500 Arbitrage : Morisaburo Kuramochi |
| 16:20        | (Rapport)                  |       |        | Spectateurs : 7 500 Arbitrage : Morisaburo Kuramochi | Spectateurs : 7 500 Arbitrage : Morisaburo Kuramochi |

| 29 août 1979 | Portugal  | 0 - 0 | Corée du Sud | Wing Stadium, Kōbe                                     |                                                        |
| 19:00        |           |       |              | Spectateurs : 7 500 Arbitrage : Lamberto Rubio Vázquez | Spectateurs : 7 500 Arbitrage : Lamberto Rubio Vázquez |
| 19:00        | (Rapport) |       |              | Spectateurs : 7 500 Arbitrage : Lamberto Rubio Vázquez | Spectateurs : 7 500 Arbitrage : Lamberto Rubio Vázquez |

### Groupe D
| Classement final : |                  |     |   |   |   |   |    |    |      |
|                    | Équipe           | Pts | J | G | N | P | BP | BC | Diff |
| 1                  | Uruguay          | 6   | 3 | 3 | 0 | 0 | 8  | 0  | +8   |
| 2                  | Union soviétique | 4   | 3 | 2 | 0 | 1 | 8  | 2  | +6   |
| 3                  | Hongrie          | 2   | 3 | 1 | 0 | 2 | 3  | 7  | -4   |
| 4                  | Guinée           | 0   | 3 | 0 | 0 | 3 | 0  | 10 | -10  |

| 26 août | Union soviétique | 5 | 1 | Hongrie          |
|         | Uruguay          | 5 | 0 | Guinée           |
| 28 août | Uruguay          | 2 | 0 | Hongrie          |
|         | Union soviétique | 3 | 0 | Guinée           |
| 30 août | Uruguay          | 1 | 0 | Union soviétique |
|         | Hongrie          | 2 | 0 | Guinée           |

1re journée
| 26 août 1979 | Union soviétique                                            | 5 - 1 | Hongrie   | International Stadium Yokohama, Yokohama                 |                                                          |
| 16:20        | Ponomarev 24e · Stukashev 41e · Zavarov 57e · Taran 71e 78e |       | Kardos 9e | Spectateurs : 7 000 Arbitrage : Arturo Andrés Ithurralde | Spectateurs : 7 000 Arbitrage : Arturo Andrés Ithurralde |
| 16:20        | (Rapport)                                                   |       |           | Spectateurs : 7 000 Arbitrage : Arturo Andrés Ithurralde | Spectateurs : 7 000 Arbitrage : Arturo Andrés Ithurralde |

| 26 août 1979 | Uruguay                                            | 5 - 0 | Guinée | International Stadium Yokohama, Yokohama       |                                                |
| 19:00        | Molina 7e · Revelez 22e 74e · Paz 53e · Vargas 76e |       |        | Spectateurs : 8 000 Arbitrage : Melvyn D'Souza | Spectateurs : 8 000 Arbitrage : Melvyn D'Souza |
| 19:00        | (Rapport)                                          |       |        | Spectateurs : 8 000 Arbitrage : Melvyn D'Souza | Spectateurs : 8 000 Arbitrage : Melvyn D'Souza |

2e journée
| 28 août 1979 | Uruguay              | 2 - 0 | Hongrie | International Stadium Yokohama, Yokohama              |                                                       |
| 16:20        | Vargas 23e · Paz 35e |       |         | Spectateurs : 4 000 Arbitrage : Marcel van Langenhove | Spectateurs : 4 000 Arbitrage : Marcel van Langenhove |
| 16:20        | (Rapport)            |       |         | Spectateurs : 4 000 Arbitrage : Marcel van Langenhove | Spectateurs : 4 000 Arbitrage : Marcel van Langenhove |

| 28 août 1979 | Union soviétique                              | 3 - 0 | Guinée | International Stadium Yokohama, Yokohama    |                                             |
| 19:00        | Olefirenko 6e · Mikhalevsky 59e · Radenko 80e |       |        | Spectateurs : 4 000 Arbitrage : Suk Han-Kyu | Spectateurs : 4 000 Arbitrage : Suk Han-Kyu |
| 19:00        | (Rapport)                                     |       |        | Spectateurs : 4 000 Arbitrage : Suk Han-Kyu | Spectateurs : 4 000 Arbitrage : Suk Han-Kyu |

3e journée
| 30 août 1979 | Uruguay      | 1 - 0 | Union soviétique | International Stadium Yokohama, Yokohama                  |                                                           |
| 16:20        | Martínez 66e |       |                  | Spectateurs : 5 000 Arbitrage : César Correia Diaz da Luz | Spectateurs : 5 000 Arbitrage : César Correia Diaz da Luz |
| 16:20        | (Rapport)    |       |                  | Spectateurs : 5 000 Arbitrage : César Correia Diaz da Luz | Spectateurs : 5 000 Arbitrage : César Correia Diaz da Luz |

| 30 août 1979 | Hongrie                       | 2 - 0 | Guinée | International Stadium Yokohama, Yokohama              |                                                       |
| 19:00        | Segesvar 17e · Kerepeczky 80e |       |        | Spectateurs : 5 000 Arbitrage : Thompson Chan Tam-Sun | Spectateurs : 5 000 Arbitrage : Thompson Chan Tam-Sun |
| 19:00        | (Rapport)                     |       |        | Spectateurs : 5 000 Arbitrage : Thompson Chan Tam-Sun | Spectateurs : 5 000 Arbitrage : Thompson Chan Tam-Sun |

## Tableau final
|  | Quarts de finale       | Quarts de finale    |                     |                     | Demi-finales           | Demi-finales           |   |  | Finale              | Finale              |
|  | Quarts de finale       | Quarts de finale    |                     |                     | Demi-finales           | Demi-finales           |   |  | Finale              | Finale              |
|  |                        |                     |                     |                     |                        |                        |   |  |                     |                     |
|  | 2 septembre - Tokyo    | 2 septembre - Tokyo |                     |                     | 4 septembre - Tokyo    | 4 septembre - Tokyo    |   |  | 7 septembre - Tokyo | 7 septembre - Tokyo |
|  | 2 septembre - Tokyo    | 2 septembre - Tokyo |                     |                     | 4 septembre - Tokyo    | 4 septembre - Tokyo    |   |  | 7 septembre - Tokyo | 7 septembre - Tokyo |
|  | Argentine              | 5                   |                     |                     | 4 septembre - Tokyo    | 4 septembre - Tokyo    |   |  | 7 septembre - Tokyo | 7 septembre - Tokyo |
|  | Argentine              | 5                   |                     |                     | 4 septembre - Tokyo    | 4 septembre - Tokyo    |   |  | 7 septembre - Tokyo | 7 septembre - Tokyo |
|  | Algérie                | 0                   |                     |                     | 4 septembre - Tokyo    | 4 septembre - Tokyo    |   |  | 7 septembre - Tokyo | 7 septembre - Tokyo |
|  | Algérie                | 0                   | Argentine           | 2                   |                        |                        |   |  | 7 septembre - Tokyo | 7 septembre - Tokyo |
|  | 2 septembre - Yokohama |                     | Argentine           | 2                   |                        |                        |   |  | 7 septembre - Tokyo | 7 septembre - Tokyo |
|  |                        | Uruguay             | 0                   |                     |                        |                        |   |  | 7 septembre - Tokyo | 7 septembre - Tokyo |
|  | Uruguay                | Uruguay             | 0                   | 1 ap                |                        |                        |   |  | 7 septembre - Tokyo | 7 septembre - Tokyo |
|  | Uruguay                |                     |                     | 1 ap                |                        |                        |   |  | 7 septembre - Tokyo | 7 septembre - Tokyo |
|  | Portugal               | 0                   |                     |                     |                        |                        |   |  | 7 septembre - Tokyo | 7 septembre - Tokyo |
|  | Portugal               | 0                   | Argentine           | 3                   |                        |                        |   |  |                     |                     |
|  | 2 septembre - Omiya    |                     | Argentine           | 3                   |                        |                        |   |  |                     |                     |
|  |                        | Union soviétique    | 1                   |                     |                        |                        |   |  |                     |                     |
|  | Espagne                | Union soviétique    | 1                   | 0ap (3)             |                        |                        |   |  |                     |                     |
|  | Espagne                | 4 septembre - Kōbe  |                     | 0ap (3)             |                        |                        |   |  |                     |                     |
|  | Pologne                | 0 tab(4)            |                     |                     |                        |                        |   |  |                     |                     |
|  | Pologne                | 0 tab(4)            | Pologne             | 0                   |                        |                        |   |  |                     |                     |
|  | 2 septembre - Kōbe     | 2 septembre - Kōbe  | Pologne             | 0                   | Match pour la 3e place | Match pour la 3e place |   |  |                     |                     |
|  | 2 septembre - Kōbe     | 2 septembre - Kōbe  |                     | Union soviétique    | Match pour la 3e place | Match pour la 3e place | 1 |  |                     |                     |
|  | Paraguay               | 2ap (5)             | 6 septembre - Tokyo | 6 septembre - Tokyo |                        |                        | 1 |  |                     |                     |
|  | Paraguay               | 2ap (5)             | 6 septembre - Tokyo | 6 septembre - Tokyo |                        |                        |   |  |                     |                     |
|  | Union soviétique       | 2 tab(6)            |                     | Uruguay             | 1ap (5)                |                        |   |  |                     |                     |
|  | Union soviétique       | 2 tab(6)            |                     | Uruguay             | 1ap (5)                |                        |   |  |                     |                     |
|  |                        |                     |                     |                     |                        |                        |   |  | Pologne             | 1 tab(3)            |
|  |                        |                     |                     |                     |                        |                        |   |  | Pologne             | 1 tab(3)            |

### Quarts de finale
| 2 septembre 1979 | Espagne         | 0 - 0 a. p. | Pologne | Parc Omiya, Omiya                                    |                                                      |
| 19:00            |                 |             |         | Spectateurs : 10 000 Arbitrage : José Roberto Wright | Spectateurs : 10 000 Arbitrage : José Roberto Wright |
| 19:00            | (Rapport)       |             |         | Spectateurs : 10 000 Arbitrage : José Roberto Wright | Spectateurs : 10 000 Arbitrage : José Roberto Wright |
| 19:00            | Tirs au but 3-4 |             |         | Spectateurs : 10 000 Arbitrage : José Roberto Wright | Spectateurs : 10 000 Arbitrage : José Roberto Wright |

| 2 septembre 1979 | Argentine                                      | 5 - 0 | Algérie | Stade olympique, Tokyo                         |                                                |
| 19:00            | Maradona 25e · Calderón 34e · Díaz 39e 51e 66e |       |         | Spectateurs : 20 000 Arbitrage : George Joseph | Spectateurs : 20 000 Arbitrage : George Joseph |
| 19:00            | (Rapport)                                      |       |         | Spectateurs : 20 000 Arbitrage : George Joseph | Spectateurs : 20 000 Arbitrage : George Joseph |

| 2 septembre 1979 | Paraguay                  | 2 - 2 a. p. | Union soviétique            | Wing Stadium, Kōbe                          |                                             |
| 19:00            | Romero 7e · Achucarro 22e |             | Dumansky 3e · Ponomarev 70e | Spectateurs : 8 500 Arbitrage : André Daina | Spectateurs : 8 500 Arbitrage : André Daina |
| 19:00            | (Rapport)                 |             |                             | Spectateurs : 8 500 Arbitrage : André Daina | Spectateurs : 8 500 Arbitrage : André Daina |
| 19:00            | Tirs au but 5-6           |             |                             | Spectateurs : 8 500 Arbitrage : André Daina | Spectateurs : 8 500 Arbitrage : André Daina |

| 2 septembre 1979 | Uruguay   | 1 - 0 a. p. | Portugal | International Stadium Yokohama, Yokohama              |                                                       |
| 19:00            | Paz 94e   |             |          | Spectateurs : 4 000 Arbitrage : Marcel van Langenhove | Spectateurs : 4 000 Arbitrage : Marcel van Langenhove |
| 19:00            | (Rapport) |             |          | Spectateurs : 4 000 Arbitrage : Marcel van Langenhove | Spectateurs : 4 000 Arbitrage : Marcel van Langenhove |

### Demi-finales
| 4 septembre 1979 | Argentine               | 2 - 0 | Uruguay | Stade olympique, Tokyo                                 |                                                        |
| 19:00            | Díaz 52e · Maradona 74e |       |         | Spectateurs : 20 000 Arbitrage : Augusto Lamo Castillo | Spectateurs : 20 000 Arbitrage : Augusto Lamo Castillo |
| 19:00            | (Rapport)               |       |         | Spectateurs : 20 000 Arbitrage : Augusto Lamo Castillo | Spectateurs : 20 000 Arbitrage : Augusto Lamo Castillo |

| 4 septembre 1979 | Pologne   | 0 - 1 | Union soviétique | Wing Stadium, Kōbe                                    |                                                       |
| 19:00            |           |       | Ponomarev 50e    | Spectateurs : 5 000 Arbitrage : Marcel van Langenhove | Spectateurs : 5 000 Arbitrage : Marcel van Langenhove |
| 19:00            | (Rapport) |       |                  | Spectateurs : 5 000 Arbitrage : Marcel van Langenhove | Spectateurs : 5 000 Arbitrage : Marcel van Langenhove |

### Match pour la3eplace
| 6 septembre 1979 | Uruguay         | 1 - 1 a. p. | Pologne    | Stade olympique, Tokyo                                |                                                       |
| 19:00            | Paz 9e          |             | Palasz 26e | Spectateurs : 8 000 Arbitrage : Thompson Chan Tam-Sun | Spectateurs : 8 000 Arbitrage : Thompson Chan Tam-Sun |
| 19:00            | (Rapport)       |             |            | Spectateurs : 8 000 Arbitrage : Thompson Chan Tam-Sun | Spectateurs : 8 000 Arbitrage : Thompson Chan Tam-Sun |
| 19:00            | Tirs au but 5-3 |             |            | Spectateurs : 8 000 Arbitrage : Thompson Chan Tam-Sun | Spectateurs : 8 000 Arbitrage : Thompson Chan Tam-Sun |

### Finale
| 7 septembre 1979 | Argentine                           | 3 - 1 | Union soviétique | Stade olympique, Tokyo                               |                                                      |
| 19:00            | Alves 68e · Díaz 71e · Maradona 76e |       | Ponomarev 52e    | Spectateurs : 52 000 Arbitrage : José Roberto Wright | Spectateurs : 52 000 Arbitrage : José Roberto Wright |
| 19:00            | (Rapport)                           |       |                  | Spectateurs : 52 000 Arbitrage : José Roberto Wright | Spectateurs : 52 000 Arbitrage : José Roberto Wright |

| Coupe du monde de football des moins de 20 ans 1979 Argentine Premier titre |

## Récompenses
| Ballon d'or       | Ballon d'argent    | Ballon de bronze  |
| ----------------- | ------------------ | ----------------- |
| Diego Maradona    | Julio Cesar Romero | Ramón Díaz        |
| Soulier d'or      | Soulier d'argent   | Soulier de bronze |
| Ramón Díaz        | Diego Maradona     | Andrzej Palasz    |
| 8 buts            | 6 buts             | 5 buts            |
| Prix du Fair-play |                    |                   |
| Pologne           |                    |                   |